# اوک گروو، شهرستان جکسون، میزوری
اوک گروو جکسون کانتی (به انگلیسی: Oak Grove) یک منطقهٔ مسکونی در ایالات متحده آمریکا است که در شهرستان جکسون، میزوری واقع شده‌است. اوک گروو جکسون کانتی ۱۶٫۰۳ کیلومتر مربع مساحت و ۷٬۷۹۵ نفر جمعیت دارد.